# Clint Freeman
Clint Freeman (ur. 16 sierpnia 1973) – australijski łucznik, mistrz świata. Startuje w konkurencji łuków bloczkowych.
Największym jego osiągnięciem jest złoty medal mistrzostw świata indywidualnie w 2003 roku, a sześć lat wcześniej zdobył brązowy medal.